# Турчин, Ярина Богдановна
Турчин Ярина Богдановна (22 октября 1975) — украинский учёный, доктор политических наук, директор Института гуманитарных и социальных наук, профессор кафедры политологии и международных отношений Национального университета «Львовская политехника».

## Биографические сведения
В 1997 г. окончила Тернопольский государственный педагогический институт. В течение 2000–2004 гг. училась в аспирантуре Львовской политехники. В Национальном университете «Львовская политехника» работает с 2004 г. В течение 2007–2014 гг. возглавляла кафедру политологии. С декабря 2014 г. занимает должность директора Института гуманитарных и социальных наук.

## Научная деятельность
В 2005 году защитила кандидатскую диссертацию на тему «Общественно-политические взгляды и созидательные идеалы С. Шелухина», а 2011 г. — докторскую диссертацию на тему «Государственнические идеалы А. Эйхельмана: эволюция институциональных измерений политики» по специальности 23.00.01 — теория и история политической науки.
Ярина Богдановна является участником более 60 международных и всеукраинских научно-практических конференций, кафедральных и межкафедральных научных семинаров.
Неоднократно присоединялась к организации и проведению Экуменических социальных недель во Львове, в частности в 2012 году получила Благодарность от секретариата Экуменических социальных недель Украины за поддержку в организации и проведении 5-й Экуменической социальной недели «Будущее демократии на Украине».
В 2009 г. возглавила исследования по научному направлению кафедры «Проблемы и перспективы развития демократии в Украине», а с 2013 г. — «Политологические аспекты развития государства: внутреннее и внешнее измерения». Осуществляет научное руководство аспирантами.
Член диссертационного совета Д. 35.051.17 во Львовском национальном университете имени Ивана Франко.
Входит в состав редколлегий трех научных сборников:
- «Украинская национальная идея: реалии и перспективы развития» (Национальный университет «Львовская политехника»);
- Философский вестник[2] (Национальный университет «Львовская политехника»);
- Вестник Львовского университета «Философско-политологические студии»[3] (Львовский национальный университет имени Ивана Франко).

Также возглавляет редколлегию научного журнала «Гуманитарные видения».
Осуществляет руководство научно-аналитическим центром политических исследований «Вектор» Национального университета «Львовская политехника».
Входит в состав Ученого совета Национального университета «Львовская политехника». Турчин Я. возглавляет Учёный совет Института гуманитарных и социальных наук, является членом аттестационной комиссии Ученого совета Национального университета «Львовская политехника».

### Научные интересы
- Концепции украинской государственности украинских ученых-эмигрантов межвоенного периода[8][9].
- Деятельность украинских эмиграционных научно-культурных центов межвоенного периода[10][11].
- Развитие украинской правовой мысли в эмиграции[12][13].
- Общественно-политическая деятельность, концепция украинской государственности Отто Оттовича Эйхельмана[14][15][16].

## Общественная деятельность
Участвует в совете Общества «Просвита» им. Т. Шевченко Национального университета «Львовская политехника».

## Награды
1. Почетная грамотой Национальный университет «Львовская политехника»и Национального университета «Львовская политехника» за выдающиеся успехи в педагогической и научной работе и выдающиеся заслуги перед Львовской политехникой " (2009).
2. Нагрудный знак университета за значительные достижения в научной работе (2012).
3. Диплом первой степени Национальный университет «Львовская политехника»и Национального университета «Львовская политехника» как победитель конкурса монографий, учебников и учебных пособий в номинации «Лучшая монография»[17][18] (2012).
4. Благодарность Министерства образования и науки Украины за многолетний добросовестный труд, весомый личный вклад в подготовку высококвалифицированных специалистов и плодотворную научно-педагогическую деятельность (2014).

## Научные публикации
В научном багаже более 160 трудов по политологической тематике, из них более 20 учебных пособий и словарей, 2 монографии, 30 учебно-методических видань, 110 научных публикаций.

### Монографии и учебные пособия
1. Гетманчук Н. П., Турчин Я. Б. «Сергей Шелухин: общественно-политические взгляды и созидательные идеалы». — Львов: Опытно-издательский центр Научного общества им. Т. Шевченко, 2006. — с. 214 с. (в соавторстве).
2. Конфликтология: Учебное пособие. — Львов: ЛИСВ, 2007. -326 с. (в соавторстве);
3. Конфликтология: Учебное пособие-практикум. — Львов: ЛИСВ, 2007. — 307 с.(в соавторстве);
4. Словарь-справочник политологических терминов. — Львов: Изд. НУ «Львовская политехника», Военный институт НУ «Львовская политехника», 2006. — 228 с. (в соавторстве).
5. Социальная политика: понятие, категории, сроки. — Львов: Изд-во НОШ, 2008. -273 с.
6. Социальная политика: понятие, категории, сроки. Издание 2-е дополненное и переработанное. — Львов: Изд-во Военного ин-та НУ «Львовская политехника»,2009. — 314 с.
7. Геополитика. Военно-политические аспекты: Учебное пособие. — Львов: ЛИСВ, 2008. — 343 с.
8. Конфликтология. Словарь: понятия, категории, термины. —Львов: ЛИСВ, 2007. -205 с.
9. Социология: Курс лекций. — Львов: ЛИСВ, 2008. — 95 с.
10. Страноведение [Текст]: учеб. пособ. Я. Б. Турчин, Л. А. Дорош, А. Н. Горбач. — Львов: Изд-во Львов. политехники, 2012. — 273 с. : ил.,табл. — Натит. арк. авт. не указано. — Библиогр. : с. 270-273. — ISBN 978-617-607-267-6
11. Страноведение [Текст]: справочник / Я. Б. Турчин, Л. А. Дорош, А. Н. Горбач ; Нац. ун-т «Львов. политехника». — Львов: Вид - во Нац. ун-ту «Львів. политехника», 2012.— 294 с. — Алф. покажч. : с. 293-294. — ISBN 978-617-607-322-2
12. История международных отношений (от Древнего мира к началу XX века.) [Текст]: учеб. пособ. Я. Б. Турчин, Г. Б. Демчишак, Т.  Плазова ; Нац. ун-т «Львов. политехника». — Львов: Изд-во Львов. политехники,2013. — 139 с. : ил.— Библиогр. : с. 134-137 (80 названий). — ISBN 978-617-607-483-0
13. Вступление к специальности «Международные отношения» [Текст]: учеб. пособ. / Л. А. Дорош, Ю. Я. Тишкун, Я. Б. Турчин ; Нац. ун-т «Львов.политехника». — Львов: Изд-во Львов. политехники, 2013. — 175 с. : ил. — Название обл. : Международные отношения. Вступление к специальности. — Библиогр. : с. 161-174(204 названия). — ISBN 978-617-607-451-9
14. Отто Эйхельман: фигура на рубеже веков. Политологический дискурс [Текст]: монография / Я. Б. Турчин ; Нац. ун-т «Львов. политехника». —Львов: Вид-во Нац. ун-т «Львов. политехника», 2010. — 519 с. : портр. — Библиогр. :с. 379-406 и впідрядк. прим. — ISBN 978-966-553-967-4
15. Теория парламентаризма [Текст]: учеб. пособ. [для вищ.учеб. закл. / Г. А. Бучин; Я. Б. Турчин и др.] ; Нац. ун-т «Львов.политехника». — Львов: Вид-во Нац.ун-т «Львов. политехника», 2011. — 388 с. — Авт.указано на обл. — Библогр.в конце лекций. — ISBN 978-617-607-070-2